# Donegal megye
Donegal (írül: Contae Dhún na nGall) megye Írország északnyugati részében. A köztársaság és az Ír-sziget legészakibb megyéje. Egyike Ulster tartomány azon három megyéjének, amelyek nem lettek Észak-Írország része (ami Donegal megyétől keletre található).
Bár Donegal városról kapta nevét, a megye közigazgatási központja nem Donegal, hanem Lifford. (A megye legnagyobb városa Letterkenny). Donegal és így közvetve a megye is egy valamikori város helyén áll, amely „idegenek” lakta, valószínűleg viking településről kapta nevét (Dhún na nGall jelentése „külföldiek erődje”).
A nagy ír megyék közé tartozik, területe 4841 km² (valamivel nagyobb, mint a Magyarországon kisebb közepes vármegyének számító Veszprém). Lakossága 146 956 (2006).
Amikor először létrejött, néha Tyrconnel megyének nevezték (írül Tír Conaill), Tyrconnel grófságról, amelynek korábbi területein létrehozták. Tír Conaillnak nevezni ma már helytelen, mivel a megyéhez tartozó Inishowen-félsziget történelmileg nem volt Tír Conaill része.
A Köztársaságnak csak egy megyéjével, Leitrimmel szomszédos. Észak-írországi szomszédai északról délre Londonderry, Tyrone és Fermanagh megyék. A megye viszonylagos elszigeteltsége a Köztársaság több részétől szülte a megye szlogenjét: „Itt fönt más”.
A 16. században egy hatalmas erődítményt építettek a terület védelmére, a Sheep Haven öbölnél található Doe-várkastélyt. A várban 1909-ig éltek, a temetőjében arisztokrata családok tagjai nyugszanak.
Donegal egyik nevezetessége a Glenveagh Nemzeti park, ahol a környék legmagasabb hegye, az Errigal-hegy található, a maga 750 méterével.